# Dolno Sztrogomiste
Dolno Sztrogomiste (macedónul: Долно Строгомиште, albánul Drogomisht i Vogë) település Észak-Macedóniában, a Délnyugati körzet Kicsevói járásában, 2013-ig a Zajaszi járás része volt, ami teljes egészében beolvadt a Kicsevói járásba.

## Népesség
| Lakosok száma | 278  | 301  | 340  | 439  | 517  |      | 610  | 698  | 355  |
|               | 1948 | 1953 | 1961 | 1971 | 1981 | 1991 | 1994 | 2002 | 2021 |

2002-ben 698 lakosa volt, akik közül 692 albán, 1 szerb és 5 egyéb.